# 国家癌症研究所
國家癌症研究所（英語：National Cancer Institute，NCI），是美國政府為癌症研究和訓練所設立的主要机构，也是國家衛生院 (美國)的其中一所。國家癌症研究所成立於1937年，本為獨立機關，1944年併入國家衛生院。國家衛生院隨後由原來的稱呼National Institute of Health改成為National Institutes of Health，簡稱仍為NIH；歷年更增設許多其他研究所（現有27所）。但癌症研究所仍為國家衛生院的最大研究所，約佔其編制的四分之一。國家癌症研究所是一個聯邦政府設立的研究與發展中心，除了本身研究外亦協調全國癌症計劃。
國家癌症研究所在馬里蘭州有多處辦公中心。主要行政大樓位於Rockville，臨床試驗醫療中心設在NIH的Bethesda總部園區內，實驗室則位於Frederick，另有其他零星的辦公/研究室。此外, 國家癌症研究所資助在美國以及國外的癌症研究計劃。

## 外部連結
- Official website （页面存档备份，存于）
- NCI and the history of the NIH
- US Research Grant Awards Database